# Васил Коларов
 Тази статия е за българския политик.  За финансиста вижте Васил Коларов (финансист).  
Васил Петров Коларов е български политик, ръководител на Българската комунистическа партия и Коминтерна.
Васил Коларов изпълнява функциите на държавен глава на България от 15 септември 1946 г. – когато след гласуване на референдум от 8 септември същата година, действащата дотогава монархия е отменена и страната е обявена за Народна република България, до 9 декември на следващата година – когато е приета Димитровската конституция, влязла в сила от 6 декември 1947 г.
Той е министър-председател на България в 65-ото (1949 – 1950) и 66-ото (1950) правителство, председател на XXVI обикновено народно събрание (1945 – 1946) и на VI велико народно събрание (1946 – 1947).

## Биография
Васил Коларов е роден в Шумен. Учи във Варненската мъжка гимназия. Като ученик участва в първия документиран футболен мач в България, проведен на 14 май 1894 г. под ръководството на швейцарския спортист и физкултурник Жорж дьо Режибюс.
След завършването си от 1895 до 1897 г. е учител в Никопол, където се включва в Българската работническа социалдемократическа партия (БРСДП). Следва право в Екс ан Прованс, Франция и завършва в Женева (1900). След завръщането си в България е адвокат в Шумен, а от 1904 – в Пловдив. След разцепването на БРСДП остава в ръководената от Димитър Благоев Българска работническа социалдемократическа партия (тесни социалисти) и от 1913 до 1923 г. е народен представител от тази партия. Коларов участва в Балканските войни като запасен офицер.
През 1919 г. е избран за секретар на ЦК на БКП на мястото на заболелия Георги Кирков. Ръководи българската делегация на II и III конгрес на Коминтерна през 1921 и 1922 г. През 1922 г. става негов генерален секретар и действа като такъв до 1924 г., вземайки участие в конгресите на компартии от Германия, Италия, Франция, Норвегия, Чехословакия, Монголия и други. Ръководи планирането на неуспешното Татарбунарско въстание в Южна Бесарабия.
След Деветоюнския преврат в България през 1923 г. призовава БКП към въоръжена борба срещу режима на Александър Цанков, но не среща подкрепа. Пристига нелегално в България в началото на август същата година и заедно с Георги Димитров налага решението за вдигане на Септемврийското въстание. Още преди неговия разгром заминава за Югославия, а оттам – за Австрия, където организира временно задгранично представителство на БКП. В края на 1923 г. се връща в Москва. След смъртта на Димитър Благоев през 1924 г. Васил Коларов застава начело на Задграничното бюро на ЦК на Българската комунистическа партия (тесни социалисти). След Лайпцигския процес (1933) той е изместен от този пост от придобилия международна популярност Георги Димитров. През следващите години Васил Коларов заема различни научни и политически постове в Съветския съюз и Коминтерна.
Завръща се в България през 1945 г. и година по-късно става председател на Народното събрание. Ръководи българската делегация на Парижката мирна конференция през 1946 г. След премахването на монархията в България е председател на Временното председателство на републиката (15 септември 1946 – 5 ноември 1947) и изпълнява функциите на държавен глава до приемането на конституцията от 1947 г.
Като председател на VI велико народно събрание е един от хората, гласували за отстраняването от него и арестуването още в същия ден на лидера на обединената българска опозиция – Български земеделски народен съюз - Никола Петков и БРСДП (о), Никола Петков на 7 юни 1947 година, който впоследствие е осъден на смърт. Коларов е един от хората, одобрили закриването на самата организация БЗНС „Никола Петков“. С неговия глас е прокарана и първата комунистическа конституция на България, която малко след приемането ѝ е наречена „Димитровска“, поставила основите на 45 години тоталитарен режим в страната.
След смъртта на генералния секретар Георги Димитров през юли 1949 година, основните претенденти за поста му са Васил Коларов, Вълко Червенков, Антон Югов и Георги Чанков. Взето е решение ръководството на партията да е до голяма степен колективно и действащо под преките напътствия на Йосиф Сталин, като за първи секретар на ЦК е избран Червенков, а Коларов оглавява Министерския съвет. Същевременно той е поставен в изолация – заради здравословното му състояние Политбюро решава да му се осигури „абсолютна почивка“ за два месеца, като бъде посещаван само от Червенков, „преди обяд и в продължение на не повече от половин час“.
На 18 януари 1950 година Коларов подава оставката на правителството, избран е отново за министър-председател и на следващия ден е гласуван предложен от него състав на Министерски съвет. Всичко това става в негово отсъствие, поради лошото му здравословно състояние, като на практика функциите на министър-председател изпълнява Вълко Червенков.
Васил Коларов умира на 23 януари 1950 година в София. Първоначално е погребан до мавзолея на Георги Димитров, като през 1990 г. останките му са преместени в Софийските централни гробища.

## Семейство
Коларов е женен за Цветана Коларова, от брака с която има две деца – Петър Коларов (1906 – 1966) и Никола Коларов.

## Почит
В чест на Васил Коларов в периода 29 януари 1950 – 29 юли 1965 година родният му град Шумен носи името Коларовград.
Откритият през 1951 г. язовир „Васил Коларов“ носи името му до 11 юни 1999 г., когато е преименуван на Голям Беглик. До 1963 година Националната библиотека в София носи неговото име.